# Eerste-ordesysteem
Een eerste-ordesysteem is een lineair tijdinvariant continu systeem dat gemodelleerd kan worden als een integrator met een negatieve terugkoppeling.
Veel dynamische systemen zijn bij benadering eerste-ordesystemen, bijvoorbeeld een leeglopend bad of een bord eten dat staat af te koelen.
De 'integrator' is een reservoir dat tastbare materie kan bevatten, zoals bij het bad, maar bijvoorbeeld ook warmte, zoals bij het dampende bord, of elektrische lading, zoals op een condensator. Het zuiverste voorbeeld van een lineair eerste-ordeproces is radioactief verval.
In een eerste-ordesysteem verliest het reservoir inhoud met een snelheid die evenredig is met de inhoud van het reservoir: het bad loopt sneller leeg naarmate het voller is en de warme maaltijd koelt het snelst af als het net op tafel gezet is. Het reservoir is de temperatuur boven kamertemperatuur.

## Differentiaalvergelijking
De algemene differentiaalvergelijking van een eerste-ordesysteem met invoer (excitatie) {\displaystyle x(t)} en uitvoer (respons) {\displaystyle y(t)} is:
{\displaystyle \tau \,{\frac {\mathrm {d} y(t)}{\mathrm {d} t}}+y(t)=a\,x(t)+b\,{\frac {\mathrm {d} x(t)}{\mathrm {d} t}}}
In het linkerlid staat de informatie over het systeem zelf: de eerste term beschrijft de tijdsafhankelijkheid, waarbij {\displaystyle \tau } de dimensie tijd heeft. Een positieve waarde correspondeert met een negatieve terugkoppeling. Het rechterlid is voor het oplossen van de differentiaalvergelijking gewoon een gegeven functie. Deze wordt echter hier gemodelleerd als een uitdrukking in termen van een excitatiefunctie {\displaystyle x(t)}.

## Laplacetransformatie
Met behulp van de laplacegetransformeerden {\displaystyle X} van {\displaystyle x} en {\displaystyle Y} van {\displaystyle y} volgt:
{\displaystyle ({\mathcal {L}}(\tau y'+y))(s)=({\mathcal {L}}(ax+bx'))(s)},
waaruit
{\displaystyle \tau ({\mathcal {L}}y')(s)+({\mathcal {L}}y))(s)=a({\mathcal {L}}x)(s)+b({\mathcal {L}}x')(s)}
Dus
{\displaystyle s\tau Y(s)+Y(s)=aX(s)+sbX(s)},
zodat
{\displaystyle Y(s)={\frac {a+sb}{1+s\tau }}X(s)}
Daaruit volgt dat de transferfunctie gelijk is aan
{\displaystyle H(s)={\frac {Y(s)}{X(s)}}={\frac {a+sb}{1+s\tau }}}

## Oplossing
Het geval zonder excitatie heeft de bijbehorende homogene lineaire differentiaalvergelijking van eerste orde
{\displaystyle \tau \ {\frac {\mathrm {d} y(t)}{\mathrm {d} t}}+y(t)=0}
met de algemene oplossing:
{\displaystyle y(t)=K\ e^{-t/\tau }}
met {\displaystyle K} een integratieconstante. Verder is {\displaystyle \tau } de tijdconstante van het systeem. Deze geeft aan hoe snel de exponentiële afname gaat. Na drie tijdconstanten is de exponentiële functie reeds voor 95% uitgewerkt, na vijf tijdconstanten voor meer dan 99%. De halveringstijd is gelijk aan ln(2) (ongeveer 0,693) maal deze exponentiële tijdconstante. Dit homogene deel van de oplossing heet het overgangsgedrag (transiënt gedrag). Het is tijdelijk actief bij het opstarten van een excitatie, of bij het wijzigen van het type excitatie.

### Algemene oplossing
De algemene oplossing is
{\displaystyle y(t)=Ke^{-t/\tau }+{\frac {1}{\tau }}\int _{s=t_{0}}^{t}e^{-(t-s)/\tau }\left(a\,x(s)+b\ {\frac {\mathrm {d} x(s)}{\mathrm {d} s}}\right)\mathrm {d} s}
met {\displaystyle t_{0}} een willekeurig tijdstip.
De tweede term is de particuliere oplossing die alleen de effecten van de inputs {\displaystyle x(t)} bevat, met kleinere doorwerking naarmate de input langer geleden is.

## Gevalb=0
In het geval dat {\displaystyle b=0}, hangt de respons {\displaystyle y} alleen af van de excitatie {\displaystyle x} zelf. Zonder verlies van algemeenheid kan {\displaystyle a=1} gesteld worden:
{\displaystyle \tau y'+y=x(t)}
Zie lineaire differentiaalvergelijking van eerste orde voor het geval van een tijdsafhankelijke {\displaystyle \tau }, waardoor de doorwerkingsfactor niet alleen van de tijdsduur van de sinds de input verstreken tijd afhangt, maar van de waarden van {\displaystyle \tau } in het hele tijdsinterval, waardoor een geneste extra integraal nodig is.

### Impulsrespons
Voor {\displaystyle x(t)=\delta (t-t_{1})} (een diracpuls op tijd {\displaystyle t_{1}}) is de algemene oplossing
{\displaystyle y(t)={\begin{cases}Ke^{-t/\tau }&{\text{voor }}t<t_{1}\\Ke^{-t/\tau }+{\frac {1}{\tau }}e^{-(t-t_{1})/\tau }&{\text{voor }}t>t_{1}\end{cases}}}
De oplossing van de homogene vergelijking:
{\displaystyle y(t)=Ke^{-t/\tau }}
komt voor {\displaystyle t>0} overeen met de respons {\displaystyle y(t)} op een input {\displaystyle x(t)=K\tau \delta (t)}, die de beginwaarde {\displaystyle y(0)=K} creëert vanuit de nulwaarde.
De impulsrespons is de respons op {\displaystyle x(t)=\delta (t)}:
{\displaystyle h(t)={\begin{cases}{\frac {1}{\tau }}e^{-t/\tau }&{\text{voor }}t\geq 0\\0&{\text{voor }}t<0\end{cases}}}

### Staprespons
De staprespons (stapresponsie) is de integraal van de impulsrespons:
{\displaystyle w(t)={\begin{cases}\int _{0}^{t}{\frac {1}{\tau }}\ e^{-u/\tau }\mathrm {d} u=1-e^{-t/\tau }&{\text{voor }}t\geq 0\\0&{\text{voor }}t<0\end{cases}}}

### Exponentiële input
Voor {\displaystyle x(t)=e^{ct+d}}, met willekeurige complexe {\displaystyle c} en {\displaystyle d}, heeft de vergelijking de algemene oplossing
{\displaystyle y(t)={\frac {1}{1+c\tau }}\ e^{ct+d}+K\ e^{-t/\tau }}
mits {\displaystyle c\tau \neq -1}
Voor {\displaystyle x(t)=e^{j(\omega t+\vartheta )}} heeft de vergelijking dus de algemene oplossing
{\displaystyle y(t)={\frac {1}{1+j\omega \tau }}\ e^{j(\omega t+\vartheta )}+K\ e^{-t/\tau }}
of, met de eerste term in poolcoördinaten,
{\displaystyle y(t)={\frac {1}{\sqrt {1+\omega ^{2}\tau ^{2}}}}\ e^{j(\omega t+\vartheta -\varphi )}+K\ e^{-t/\tau }}
{\displaystyle =\cos(\varphi )\ e^{j(\omega t+\vartheta -\varphi )}+K\ e^{-t/\tau }}
met {\displaystyle \tan(\varphi )=\omega \tau }.
De faseverschuiving is daarmee {\displaystyle -\varphi }. Het is de mate waarin het argument voorloopt. Het loopt dus {\displaystyle \varphi } achter.
Bij een fysiek systeem geeft een reële input een reële output, en het bijbehorende abstracte systeem bij een zuiver imaginaire invoer dus ook een zuiver imaginaire output. Daarom is het reële deel van een complexe output de output van het reële deel van de input. De {\displaystyle K} is hier in het complexe geval een willekeurig complex getal, en in het reële geval een willekeurig reëel getal.
Voor een invoer 
{\displaystyle x(t)=\cos(\omega t+\vartheta )=\mathrm {Re} \left(e^{j(\omega t+\vartheta )}\right)}
is de algemene uitdrukking voor de output daarom
{\displaystyle y(t)={\frac {1}{\sqrt {1+\omega ^{2}\tau ^{2}}}}\cos(\omega t+\vartheta -\varphi )+K\ e^{-t/\tau }}
{\displaystyle =\cos(\varphi )\cos(\omega t+\vartheta -\varphi )+K\ e^{-t/\tau }}
Voor {\displaystyle x(t)=e^{-t/\tau }} heeft de vergelijking de algemene oplossing
{\displaystyle y(t)=(t+K)\ e^{-t/\tau }}

### Frequentierespons
De frequentierespons is {\displaystyle H(j\omega )}, waarbij {\displaystyle H} de reeds genoemde transferfunctie is. 
In dit systeem:
{\displaystyle H(j\omega )={\frac {1}{1+j\omega \tau }}}

### Amplituderespons
De amplituderespons is de absolute waarde van {\displaystyle H(j\omega )}, waarbij {\displaystyle H} de reeds genoemde transferfunctie is. De amplituderespons is de amplitude van het niet-transiënte deel van {\displaystyle y(t)} gedeeld door de amplitude van {\displaystyle x(t)}. 
In dit systeem:
{\displaystyle A(\omega )=|H(j\omega )|={\frac {1}{\sqrt {1+\omega ^{2}\tau ^{2}}}}}

## Systeemkenmerken

### Filter
Indien {\displaystyle b=0} gedraagt het systeem zich als een laagdoorlaatfilter. Als de excitatie {\displaystyle x(t)} een hoogfrequente sinus is, zal het systeem deze in hoge mate onderdrukken. 
Als omgekeerd {\displaystyle a=0} gedraagt het systeem zich als een hoogdoorlaatfilter en wordt een constante excitatie en een laagfrequente sinus onderdrukt.
De polen en nulpunten van een systeem zijn respectievelijk de nulpunten van de noemer en de teller van zijn transferfunctie. Voor een eerste-ordelaagdoorlaatsysteem ligt de enige pool in {\displaystyle s=-1/\tau } en het enige nulpunt op oneindig.

### Eerste-ordehoogdoorlaatsysteem
De systeemfunctie is:
{\displaystyle H(s)={\frac {b\ s}{\tau s+1}}}
De frequentierespons is:
{\displaystyle H(j\omega )={\frac {j\omega \ b}{1+j\omega \tau }}}
Met als amplituderespons:
{\displaystyle A(\omega )={\frac {\omega \ b}{\sqrt {1+\omega ^{2}\tau ^{2}}}}}
De enige pool ligt in {\displaystyle s=-1/\tau } en het enige nulpunt ligt in de oorsprong {\displaystyle s=0}.
De impulsrespons is:
{\displaystyle h(t)={\frac {b}{\tau ^{2}}}(\tau \delta (t)-e^{-t/\tau })}
De staprespons (stapresponsie) is:
{\displaystyle w(t)={\frac {b}{\tau }}(1-e^{-t/\tau })}

## Voorbeelden

### Laagdoorlaatsystemen
- Eerste-orde passief laagdoorlaatfilter

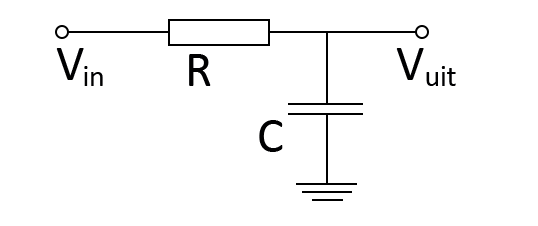
Eerste-orde laagdoorlaatfilter

Dit filter bevat een weerstand en een condensator. De excitatie is een spanning {\displaystyle V_{\text{in}}(t)}, de respons eveneens een spanning {\displaystyle V_{\text{uit}}(t)}. Passief duidt op de afwezigheid van een operationele versterker als actieve component.
De differentiaalvergelijking is:
{\displaystyle RC{\frac {\mathrm {d} V_{\text{uit}}(t)}{\mathrm {d} t}}+V_{\text{uit}}(t)=V_{\text{in}}(t)}
De transferfunctie is:
{\displaystyle H(s)={\frac {1}{RCs+1}}}
- Het opladen van een condensator over een weerstand. De excitatie is een spanning {\displaystyle V(t)}, de respons de lading {\displaystyle q(t)} op de condensator.

De differentiaalvergelijking is:
{\displaystyle RC{\frac {\mathrm {d} q(t)}{\mathrm {d} t}}+q(t)=C\ V_{\text{in}}(t)}
De transferfunctie is:
{\displaystyle H(s)={\frac {C}{RCs+1}}}
- Het snelheidsverloop van een object

Op een object met massa {\displaystyle m} wordt als excitatie een kracht {\displaystyle F(t)} uitgeoefend. De weerstand van de omgeving wordt verondersteld evenredig te zijn met de snelheid. Dit heet viskeuze demping, met {\displaystyle c} de dempingsconstante. Als respons van het systeem wordt de snelheid {\displaystyle v(t)} van het object gekozen.
De differentiaalvergelijking is:
{\displaystyle m{\frac {\mathrm {d} v(t)}{\mathrm {d} t}}+c\ v(t)=F(t)}
De transferfunctie is:
{\displaystyle H(s)={\frac {1}{ms+c}}}

### Hoogdoorlaatsysteem
- Eerste-orde passief hoogdoorlaatfilter.

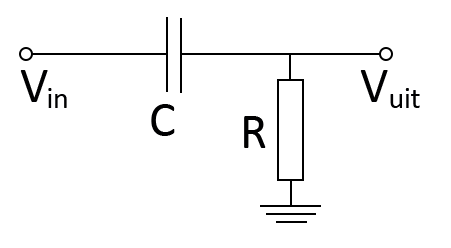
Eerste-orde hoogdoorlaatfilter

Dit filter bevat één weerstand en een condensator. De excitatie is een spanning {\displaystyle V_{\text{in}}(t)}, de respons eveneens een spanning {\displaystyle v_{\text{uit}}(t)}.
De differentiaalvergelijking is:
{\displaystyle RC{\frac {\mathrm {d} V_{\text{uit}}(t)}{\mathrm {d} t}}+V_{\text{uit}}(t)=RC{\frac {\mathrm {d} V_{\text{in}}(t)}{\mathrm {d} t}}}
De transferfunctie is:
{\displaystyle H(s)={\frac {RCs}{RCs+1}}}